# Raión de Yeisk
El raión de Yeisk (del ruso: Ейский район) es uno de los treinta y siete raiones en los que se divide el krai de Krasnodar, en Rusia. Está situado en la zona noroccidental del krai. Limita al sur con el raión de Primorsko-Ajtarsk, al oeste y al norte con el mar de Azov, al nordeste con el raión de Shcherbínovski y al sureste con el raión de Kanevskaya. Tenía 140 952 habitantes en 2010 y tiene una superficie de 2 120 km². Su centro administrativo es Yeisk.
Se halla en la península de Yeisk, que entra desde las llanuras de Kubán-Priazov en el mar de Azov, de limitando por el sur el golfo de Taganrog. Parte de su frontera al nordeste es el limán del Yeya, desembocadura del río Yeya. En el tercio meridional del raión desembocan formando limanes y marismas el río Yáseni y el Albashí. Su frontera al sur la traza el limán del Beisug, desembocadura del río Beisug. Inmediatamente al norte de este limán se halla el lago Jánskoye. En el extremo oeste de la península se hallan la punta Dolgaya, junto a Dolzhánskaya, y la punta de Kamyshevatskaya, junto a Kamyshevátskaya. En el centro de la orilla norte cabe destacar la punta de Yeisk, sobre la que se asienta la ciudad de Yeisk, y la isla de la punta de Yeisk.

## Historia
El raión fue establecido el 2 de junio de 1924 como parte del ókrug Donskoi del óblast del Sudeste. En su composición entraron los volosts Dolzhanski, Kamyshevátskaya, Novoshcherbinóvski y Staroshcherbinovski del otdel de Yeisk del óblast de Kubán-Mar Negro. Inicialmente lo formaban 17 selsoviets: Aleksándrovkski, Vorontsovski, Glafirovski, Deviatkinski, Dolzhanski, Yéiskoye Ukrepléniye, Yekaterínovski, Kamyshevátski, Kópanski, Kújarivski, Mórevski, Novoshcherbinovski, Priazovski, Staroshcherbinovski, Shabelski, Shirochanski y Yasenski. El 16 de noviembre de ese año pasó al krai del Cáucaso Norte. 
El 10 de enero de 1934 al krai de Azov-Mar Negro. El 31 de diciembre de ese mismo año se distinguían del distrito el raión Limanski, con centro en Yéiskoye Ukrepléniye y el raión de Shcherbínovski, con centro en Staroshcherbinóvskaya. El 1 de abril de 1935 se distinguió a su vez el raión de Kamyshevátskaya. 
El 13 de septiembre de 1937 pasó a formar parte del krai de Krasnodar. El 4 de julio de 1939 la ciudad de Yeisk fue subordinada directamente al krai, excluyéndose del raión pero permaneciendo como su centro. El 22 de agosto de 1953 se reintegró el territorio del anulado raión de Kamyshevátskaya. Entre el 11 de febrero de 1963 y el 30 de diciembre de 1966 el raión de Shcherbinovski volvió a formar parte del raión de Yeisk.
En 1993 se anularon los selsoviets y en 2005 se decidió la división en 10 municipios rurales. El 1 de enero de 2008 la ciudad de Yeisk y el raión fueron unidos.

## Demografía
| Año  | Población |
| ---- | --------- |
| 1959 | 39 660    |
| 1970 | 40 800    |
| 1979 | 40 187    |
| 1989 | 40 165    |
| 2002 | 43 962    |
| 2009 | 140 967   |

De los 140 325 habitantes con que contaba en 2006 el 62 % de la población era urbana y el 38 % era rural.

## División administrativa
El raión se divide en 1 municipio urbano y 10 rurales, que engloban 40 localidades:
| Municipios de tipo urbano                                        | Poblaciones* |
| ---------------------------------------------------------------- | --- |
| Municipio urbano Yeiskoye (incluye el ókrug rural Shirokanskoye) | - ciudad Yeisk - posiólok Beregovói - posiólok Blizhneyéiski - posiólok Bolshelugski - posiólok Krasnoflotski - posiólok Morskói - posiólok Podbelski - posiólok Shirochanka |
| Municipios de tipo rural                                         | |
| Municipio rural Aleksándrovskoye                                 | - seló Aleksándrovka - jútor Zeliónaya Roshcha - posiólok Sadovi - posiólok Stepnói - posiólok Yasnopolski - jútor Rasvet                                                    |
| Municipio rural Dolzhanskoye                                     | - stanitsa Dolzhánskaya |
| Municipio rural Yeiskoye                                         | - posiólok Oktiabrski - posiólok Bratski - posiólok Zavodskói - jútor Novodereviánkovski - posiólok Nikolaya Ostrovskogo - posiólok Pervomaiski - posiólok Proletarski       |
| Municipio rural Kamyshevatskoye                                  | - stanitsa Kamyshevátskaya |
| Municipio rural Kopanskoye                                       | - stanitsa Kópanskaya |
| Municipio rural Krasnoarmeiskoye                                 | - posiólok Komsomolets - jútor Novátor - posiólok Simonovka |
| Municipio rural Kujarivskoye                                     | - seló Kujarivka - seló Vorontsovka - seló Krasnoarméiskoye - jútor Priazovka                                                                                                |
| Municipio rural Mórevskoye                                       | - posiólok Mórevka - posiólok Mirni |
| Municipio rural Trudovoye                                        | - posiólok Sovetski - posiólok Bolshevik - posiólok Dalni - posiólok Zariá                                                                                                   |
| Municipio rural Yásenskoye                                       | - stanitsa Yasénskaya - jútor Shílovka - posiólok Yasénskaya Pereprava |

*Los centros administrativos están resaltados en negrita.

## Lugares de interés
Los principales lugares de veraneo de playas son la ciudad de Yeisk y la punta de Yeisk, Dolzhánskaya y la punta Dólgaya, Kamyshevátskaya y la punta de Kamyshevátskaya y la costa hasta Yasénskaya Pereprava
En 2007 los habitantes de la ciudad y del raión presentaron una iniciativa sobre la atribución a la península de Yeisk del estatus de balneario federal. Encontró el apoyo del presidente del krai, Aleksandr Tkachov y del dirigente de la Agencia Federal de Turismo. Se llevan a cabo labores de reconstrucción de la parte histórica de Yeisk.

## Economía y transporte

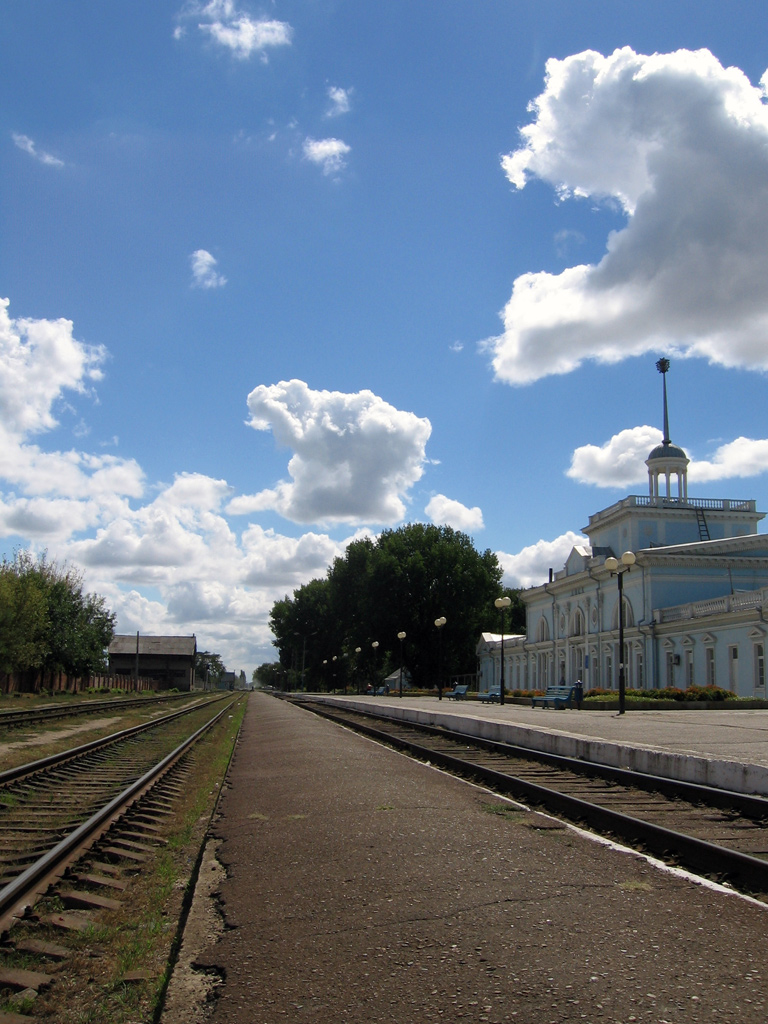
Estación de ferrocarril de Yeisk.

El raión de Yeisk es uno de los principales centros de producción agrícola y ganadera, especializado en el cultivo de cereales (en especial trigo), legumbres, girasol, cucurbitaceas, frutas, pescado y carne y leche. Las principales empresas del sector en el raión son: el Colegio agrícola Yeiski, el koljós de pescadores Priazovie, la granja avícola Mórevskaya, el koljós Kubán y las empresas Vorontsovskoye, Zavodskoye, Kamyshevátskoye, Kujarivskaya, Mayak, Oktiabrskoye, Plodovoye, Rodina, SeljozPromEkspo, Sovétskoye, Yásenskiye zori y otras. En 2007 el volumen de la producción de las empresas agrícolas medianas y grandes fue 2.400 millones de rublos, lo que supuso un crecimiento desde 2006 del 35 %.
La industria de la región se basa en la construcción de maquinaria, la metalurgia, la industria de los materiales de construcción, la ingeniería energética, la industria alimentaria y la industria ligera. Trabajan en el raión unas 200 empresas industriales, de entre ellas 20 de tamaño medio y grande. Cabe destacar la fábrica de maquinaria OAO Yeiski stankostritelni zavod, la OAO Ataraktsiov, la ZAO Priazovakaya Babaria, la fábrica de ladrillos Yeiski, la OOO Yugstal, la OAO Yeiskjleb, la OOO Yeiskaya TES y otras. En 2007 produjo beneficios por 1750 millones de rublos, lo que supuso un crecimiento desde 2006 del 21 %.
Yeisk es un importante centro de transporte por carretera (R268 desde Krasnodar), ferroviario (ferrocarril de Yeisk), marítimo (puerto de Yeisk), aéreo (aeropuerto de Yeisk) y de oleoductos y gasoductos. En la estación de autobuses de Yeisk se pueden encontrar 25 rutas, hacia Krasnodar, Rostov del Don, Anapa, Novorosíisk, Gelendzhik, Tuapsé, Sochi, Piatigorsk, Stávropol y Dolzhánskaya.